# Franz Grillparzer
Franz Seraphicus Grillparzer (Viena, 15 de janeiro de 1791 - Viena, 21 de janeiro de 1872), foi um escritor austríaco. É conhecido principalmente pela sua obra dramática.

## Biografia
Grillparzer nasceu e cresceu em Viena, então parte do Império Austríaco, governado pela Monarquia de Habsburgo. Sua mãe, Anna Franziska Sonnleithner, vinha de uma família tradicionalmente artística, especialmente na música. Seu pai, Wenzel E. J. Grillparzer, era advogado e um dos servidores públicos responsáveis pela administração da monarquia. 
Cresceu em Viena numa família endividada e estudou Direito na Universidade de Viena. Após concluir os estudos em 1811, se tornou professor particular e, depois, servidor público na Hofkammer, órgão estatal responsável pela economia do Império Austríaco. Em 1821, se candidatou ao cargo de escriba na Biblioteca Imperial (atualmente parte da Biblioteca Nacional Austríaca), mas não foi aceito. Em 1832, foi promovido a diretor de arquivo da Hofkammer. Grillparzer permaneceu no cargo até se aposentar em 1856.
Grillparzer viveu durante a Revolução Francesa e o Império Napoleônico. No entanto, na Áustria se propagava com mais intensidade as ideias tradicionalistas do josefismo. Grillparzer se via em uma situação paradoxal: apesar de inclinado ao conservadorismo, frequentemente via nas ações promovidas por Francisco I opressão e violência. Por um lado, absorveu a intelectualidade do Sturm und Drang; por outro, procurou evitar qualquer tipo de conflito com o sistema vigente.
Ao longo de sua vida, se encontrou inúmeras vezes com Ludwig van Beethoven, para quem escreveu em 1823 o libreto de ópera Melusine. Beethoven, contudo, não o musicou. Suas lembranças de Beethoven estão entre as mais importantes fontes biográficas sobre o compositor. Em março de 1827, Grillparzer foi responsável por escrever o elogio fúnebre de Beethoven, a pedido de Anton Schindler. O texto foi lido no funeral pelo ator Heinrich Anschütz.
Teve uma vida marcadamente trágica. Seu pai morreu de tuberculose em 1809, quando Grillparzer ainda cursava o segundo ano da faculdade. Dez anos depois, sua mãe cometeu suicídio. Um de seus irmãos se afogou no Rio Danúbio aos 17 anos por ser cleptomaníaco e ter medo de se tornar uma pessoa horrível. O próprio Grillparzer teve inúmeros problemas. Seu noivado com Katharina Fröhlich durou uma vida inteira. O casamento, contudo, nunca aconteceu. O escritor não se via capaz de realizá-lo.
Seus problemas com relações interpessoais não se limitavam à esfera privada: logo depois da estreia de seu primeiro drama, Die Ahnfrau (A Ancestral), em 1817, decidiu nunca mais assistir às encenações de suas peças. Após 1838, recluiu-se do teatro por conta da má recepção de sua comédia Weh dem, der lügt! (Ai de quem mente!). Somente a partir da segunda metade do século XIX foi trazido à tona novamente, tudo graças ao seu admirador Heinrich Laube, dramaturgo e diretor de teatro. A partir daí, se tornou um ícone. Foi comparado a Goethe e Schiller e laureado "Poeta Nacional da Áustria". Ainda assim, conseguiu evitar em vida que sua obra completa fosse publicada.
Aparece como personagem secundário em uma das novelas de Leopold von Sacher-Masoch, A sapatilha de Safo, e é citado por Nietzsche em suas Segundas considerações desatuais. Em Viena, foi homenageado com a Grillparzerstraße (Rua Grillparzer), perto da Universidade de Viena, e a Spielmanngasse (Alameda do Músico), em Brigittenau, onde se passa a novela em narrativa moldura de 1848, Der Arme Spielmann (O pobre músico), que conta a história de um pobre e velho músico chamado Jakob, nascido no seio de uma família abastada de Viena mas que, devido ao seu pouco senso prático e espírito sonhador, acabou empobrecendo e agora ganha sua vida tocando nas ruas de Viena. No Volksgarten, um importante e famoso parque de Viena, se encontra uma estátua sua. Nele também foram representadas cenas de algumas de suas principais obras. O prédio onde ficava o antigo escritório da Hofkammer abriga hoje o Museu de Literatura da Biblioteca Nacional Austríaca, dedicado à história literária da Áustria. Seu escritório continua preservado no interior do museu.

## Curiosidades
- Pelo seu poema Ode a Radetzky, recebeu um troféu que hoje se encontra no Museu de História Militar de Viena.
- Além de uma estátua sua no Volksgarten, em Viena, há também outra no Kurpark, em Baden.
- Existem ruas que levam seu nome nas cidades de Viena, Graz, Linz, Salzburg, Innsbruck, Freiburg, Hamburgo, Mannheim e Munique.
- Em 1954, a Casa da Moeda Austríaca emitiu notas de 100 xelins com seu rosto. Em 1964, apareceu em moedas comemorativas de 25 xelins, o que se repetiu em 1991, dessa vez com moedas de 20 xelins.
- O Correio Austríaco emitiu por quatro vezes (1931, 1947, 1972 e 1991) estampas comemorativas com um retrato seu.
- Katharina Fröhlich criou em sua homenagem o Prêmio Franz Grillparzer (Franz-Grillparzer-Preis), uma premiação trienal de obras dramáticas.
- Outro prêmio que leva seu nome é o Anel Grillparzer (Grillparzer-Ring), condecorado a pessoas que se debruçaram sobre a obra do escritor.
- O asteroide 30933 Grillparzer foi nomeado a partir do escritor.
- Na culinária austríaca, há uma torta com o seu nome (Grillparzertorte).
- O livro O mundo segundo Garp, de John Irving, possui um conto chamado A Pensão Grillparzer.
- É mencionado na novela Vertigem, de W. G. Sebald.

## Obra selecionada
Teatro
- Blanka von Kastilien (Branca de Castela) (1807-09)
- Die Ahnfrau (A Ancestral) (1817)
- Sappho (Safo) (1818)
- Das goldene Vlies (O Velo de Ouro) (1819)
- Melusina (1822-23)
- König Ottokars Glück und Ende (Sorte e fim do rei Ottokar) (1825)
- Ein treuer Diener seines Herrn (Um criado fiel ao seu senhor) (1830)
- Des Meeres und der Liebe Wellen (As ondas do mar e do amor) (1831)
- Der Traum ein Leben (O sonho uma vida) (1834)
- Weh dem, der lügt! (Ai de quem mente!) (1838)
- Libussa (1848)
- Ein Bruderzwist in Habsburg (Uma desavença de irmãos em Habsburgo) (1848)
- Die Jüdin von Toledo (A judia de Toledo) (1855)

Prosa
- Das Kloster bei Sendomir (O Monastério de Sendomir) (1827)
- Der arme Spielmann (O pobre músico) (1848)